# Mercedes-Benz O321H
Mercedes-Benz O321H — туристический автобус среднего класса производства Mercedes-Benz Türk A.Ş.

## Описание
Автобус Mercedes-Benz O321H производится с декабря 1954 года в Германии, Аргентине и Греции. В 1956 году в модельный ряд вошла удлинённая на 1,5 метра модификация O 321 H-L. Входные двери автобуса — механические распашные или автоматические ширмовые. Вместимость автобуса модификации O321H составляла от 26 до 46 мест, O 321 H-L — от 36 до 48 мест. В 1957 и 1961 годах модель прошла фейслифтинг. Внешне автобус напоминает украинскую модель ЛАЗ-695. Вверху салона присутствуют багажные полки в виде сетки. Производство завершилось в 1970 году.